# Frimureriska ämbetsmän
I en frimurarloge tjänstgör ett antal ämbetsmän som utför de sysslor som krävs, såväl rituella som administrativa. Ämbetsmännens beteckningar, uppgifter och antal varierar starkt mellan olika frimureriska system, men vissa befattningar kan återfinnas i alla system och vissa i de flesta. Vanligen måste en ämbetsman ha uppnått en viss grad för att kunna bli ämbetsman.
Alla loger i ett visst land, en delstat eller en region arbetar under ledning av en storloge som styr det frimureriska arbetet. De flesta ämbeten som redovisas nedan finns på flera nivåer i ett frimureriskt system, men dess benämningar kan skilja sig något åt. På detta sätt läggs ofta prefixet "Stor-" framför storlogens ämbetstitlar. På detta sätt har till exempel en arbetsloge i Sverige en "bevakande broder" medan dennes motsvarighet i Svenska Frimurare Ordens storloge Stora Landslogen kallas "Storbevakande broder". Ett litet antal ämbeten kan på motsvarande sätt endast återfinnas på storlogenivå och några av dessa anges i slutet av denna artikel.
Det finns få gemensamma regler för storlogernas jurisdiktioner, även om man inom frimureriet ser vissa landmärken som ett måste för att en viss loge över huvud taget kunna ses som  reguljär. Vissa ämbeten kan ses som progressiva, det vill säga att man måste fullgöra ett ämbete på en viss plats och under en lämplig tid för att kunna gå vidare till andra eller högre ämbeten. Det är vanligt förekommande att en ämbetsman börjar längre ner i kedjan och arbetar ett par år i en viss nivå för att sedan gå vidare, antingen inom ämbetet eller något annat ämbete. Alla bröder i en loge har på detta sätt teoretisk möjlighet att bli högste ämbetsman i sin loge, Ordförande Mästare. Det finns också ämbeten som vanligen inte ses som ledande till Ordförande Mästarens plats och därför kan innehas av samma broder under en följd av år.

## Progressive office
Progressive office, ungefär ämbetsmannastege är den serie av ämbeten i en loge som slutar med positionen som Ordförande Mästare. Denna frimureriska "karriär" är mer uttalad i vissa frimurarsystem än i andra. Till exempel är den inte lika accentuerad i de loger som arbetar enligt svenska systemet, även om det även där finns en lämplig väg att gå, detta i syfte att gradvis tillägna sig de kunskaper och färdigheter som krävs för att kunna leda en loge. En ny broder börjar vanligen med att hjälpa till som logeassistent, och kan därefter väljas till sitt första ämbete. I många frimurarsystem fylls varje ämbete genom val, medan vissa ämbeten i andra system utnämns av Ordförande Mästaren. Ämbetsmannastegen ser olika ut, men internationellt följer man vanligen serien Junior Deacon, Senior Deacon, Junior Warden, Senior Warden och sist Worshipful Master.

## Ämbeten gemensamma för alla frimurarloger
De svenska beteckningarna på ämbetena följer, där så är möjligt,  den standard som praktiseras i Svenska Frimurare Orden. Flera av ämbetena saknar svenskspråkig motsvarighet och där översätts endast dess betydelse. I en svensk frimurarloge i Johannes- eller Andreasskedet tilltalas vanligen ämbetsmän med annan titulatur än internationellt. Det svenska systemets ämbetsmannauppgifter kan i en del fall skilja sig helt eller delvis från andra frimurarsystem.

### Ordförande Mästare
Den högste ämbetsmannen i en frimurarloge är Mästaren, Worshipful Master, i det svenska systemet Ordförande Mästaren. I Skottland och i loger som arbetar enligt  Scottish Rite kallas han för Right Worshipful Master. Ordförande Mästaren har sin plats i logesalens östra del varifrån han leder och styr logens arbete. Han har av bröderna och av Stormästaren givits full makt över logen utan egentliga krav på samråd med andra bröder. 
Uppgiften som Ordförande Mästare är det högsta ämbete en loga kan utse någon av sina medlemmar till. Ämbetet tillsätts genom val, vanligen genom en sluten omröstning. Det är vanligt förekommande att Ordförande Mästaren ersätts av ämbetsmannen närmast i rang, den Förste Bevakande Brodern, Senior Warden.
Beteckningen Worshipful (tillbedd) betyder dock inte att Ordförande Mästaren är dyrkad. Användningen av ordet kommer sig av dess ursprungliga innebörd, att respektera någon. Motsvarande användning av titulatur återfinns internationellt i till exempel en engelsk domstol där domaren tilltalas "Your Honour" eller liknande, beroende på vilken nivå i rättssystemet man befinner sig. Franska frimurare använder tilläggstiteln Vénérable, Vördige, för sin Ordförande Mästare.
Då en Ordförande Mästare frånträder sin post erhåller han titeln Past Master. Dennes plikter och rättigheter varierar mellan frimurarsystem och loge. Till exempel anses tidigare Ordförande Mästare i vissa system vara röstberättigade medlemmar av storlogen, medan så icke är fallet i andra system. I de flesta system behåller han sin tilläggstitel Worshipful, även om det finns system där denna titel uteslutande tillkommer sittande Ordförande Mästare. Motsvarande titulatur eller funktion finns inte i det svenska systemet.
En Ordförande Mästares motsvarighet i en storloge kallas Grand Master, Stormästare. Stormästaren kan leda sin loge under sammankomst och har därtill vissa rättigheter i varje loge under sin jurisdiktion. Stormästare tilltalas vanligen Most Worshipful.

### Förste Bevakande Broder
Förste Bevakande Broder, Senior Warden eller ibland First Warden, har det andra av tre större ämbeten i en loge och är i många frimurarsystem en Ordförande Mästares ställföreträdare om denne inte har underlydande, så kallade deputerade mästare (se nedan). I vissa system innebär detta att den Förste Bevakande Brodern kan leda en loge om Ordförande Mästaren får förfall och kan även handla i dennes ställe i andra logeärenden. I vissa system, inklusive Grand Lodge of England och Grand Lodge of Ireland, kan endast en Ordförande Mästare eller Past Master agera som logens ledare, vilket gör att den Förste Bevakande brodern inte kan fullgöra sin uppgift om denne inte samtidigt råkar vara Past Master. Det förutsätts i många loger att den Förste Bevakande Brodern står näst i tur att bli Ordförande Mästare.

### Andre Bevakande Broder
Det tredje av de främsta ämbetena i en loge är den Andre Bevakande Brodern, Junior Warden eller Second Warden. I många frimurarsystem är den Andre Bevakande Brodern ansvarig för bröderna under dispens eller andra sociala sammanhang. I vissa system har Ceremonimästaren detta ansvar. I en del system är det den Andre Bevakande Brodern som svarar för att gästande bröder har ett giltigt frimurarpass, medan det i andra system, till exempel det svenska systemet, är även detta en uppgift för Ceremonimästaren. Ytterligare andra system använder sig av en Vakthavande Broder, Tyler. I en del system leder Andre Bevakande Brodern logen om både Ordförande Mästaren och Förste Bevakande Brodern är frånvarande. De Bevakande Bröderna är fasta ämbeten i en loge, vilket betyder att deras ämbeten måste vara tillsatta.

### Skattmästare
Skattmästaren, Treasurer, har till uppgift att sköta räkenskaperna, inkassera medlemsavgifter, betala räkningar och vidarebefordra medel till storlogen. En loge årsredovisning är ett viktigt mått på logens verksamhet, medan utebliven medlemsavgift från en broder kan medföra att denne tappar sin rösträtt i logen, kan vägras besök i andra loger och till slut tappar sitt medlemskap. I vissa frimurarsystem är det vanligt att skattmästaren är en Past Master, men det är inte ett måste.

### Sekreterare
Sekreteraren, Secretary, ansvarar för att kalla till logemöte, föra protokoll, redovisa besöksstatistik till storlogen och biträda Ordförande Mästaren med råd om formalia för logens administration. Till detta kommer att en sekreterare kan adjungeras till olika kommittéer, råd, med mera. Vilken av logens bröder som helst kan upprätthålla ämbetet, även om det i vissa system är vanligt att det sköts av en Past Master.

### Introduktionsbroder
En introduktionsbroder, Deacon, är ett ämbete som vanligen innehas av två bröder, Förste respektive Andre Introduktionsbroder, Senior/Junior Deacon, First/Second Deacon. En introduktionsbroders huvudsakliga uppgifter är att leda recepienten i loge och föra dennes talan under vissa ritualer. Introduktionsbrodern kan även biträda Ordförande Mästaren och föra meddelanden mellan denne och den Förste Bevakande Brodern.
Andre Introduktionsbroderns uppgifter liknar i mångt och mycket Förste Introduktionsbroderns, men hans huvudsakliga uppgift är att biträda den Förste Bevakande Brodern och att föra meddelande mellan de Bevakande Bröderna. I vissa system är han också ansvarig för att bevaka logesalens entré och säkerställa att logen kan öppnas. I andra system vilar denna uppgift på en Vakthavande Broder, en Tyler eller en Pursuivant, följeslagare.

### Logeassistent
Logeassistenter, Stewards, utför en mängd olika uppgifter, allt beroende på system, loge och tillfälle. I svenska systemet är inte logeassistent ett formellt ämbete. Bland typiska uppgifter märks:
- Logeassistenter kan biträda Introduktionsbrodern i dennes roll
- Logeassistenter kan svara för servering i samband med brödramåltiden som äger rum efter en logesammankomst.
- Logeassistenter kan biträda Ceremonimästaren med underhåll av logetillbehör samt medverka vid iordningställande av logelokalen före och efter loge.

En del system/loger erfordrar att varje loge skall ha två logeassistenter, ofta kallade Senior Steward respektive Junior Steward. Andra system eller loger sätter ingen begränsning i antalet assistenter och ämbetet är på detta sätt unikt. Ordförande Mästaren kan utse hur många assistenter som anses behövas. Extra logeassistenter, utöver Senior/Junior, kallas ofta Associate steward.
Även om det vanligen är nya bröder som på detta sätt slussas in i logens verksamhet är det i vissa loger sed att en Past Master övervakar och samordnar logeassistenternas arbete.

### Dörrvakt
Dörrvakten, tyler, kallas ibland för yttre Vakthavande Broder. Hans uppgift är att med draget svärd vakta logedörren från insidan och se till att endast behöriga kan bereda sig tillträde till logelokalen. I vissa system förbereder han också en sökande inför dennes reception. Dörrvakten är ofta ansvarig för att duka logen innan sammankomsten och för att återställa lokalen efteråt. Han kan också vara ansvarig för logetillbehörens underhåll. I en del system kan dörrvakten utgöras av en Past Master medan han i andra system kan tillhöra den aktuelle eller någon annan loge.

## Ämbetsmän eller liknande i vissa system
Det finns många som tjänstgör i en loge, både som ämbetsmän som inte återfinns i alla system och/eller inte uppbär en ämbetsmannaroll, men som är nödvändig eller viktig för logens genomförande. Beroende på frimurarsystem kan sysslan vara en del av en ämbetsmannastege eller ej. Bland sådana sysslor märks:

### Vakthavande broder
Vakthavande broder, internationellt ofta benämnd Inner Guard eller Inside Sentinel, är vanligt förekommande i engelska loger och i de loger som arbetar enligt det svenska systemet, men sällsynt i amerikanska loger. Posten innehas ofta av en yngre broder som på detta sätt kan få tillfälle att se och lära för att eventuellt gå vidare som ämbetsman. 
Uppgiften kan delas med en dörrvakt (tyler, se ovan). Den Vakthavande brodern sitter på dörrens insida och kan vara beväpnad med ett svärd, en dolk eller en poignard. I de system där en Vakthavande broder inte finns, men även i en del där så är fallet, ges uppdraget till Andre Introduktionsbrodern (se ovan).

### Talman
I de flesta frimurarsystem har varje loge en eller flera talmän, chaplain. Dennes uppgift kan vara att leda bröderna i bön före och efter sammankomsten samt att läsa bordsbön vid brödramåltiden. I många loger upprätthålls ämbetet av en prästman, men det är ofta inte ett krav att talmannen är prästvigd eller teologiskt utbildad, särskilt inte i icke-konfessionella system. I en del loger kan ämbetet upprätthållas av en Past Master.

### Överceremonimästare
Överceremonimästaren, Director of Ceremonies, kan vara ett vanligt förekommande ämbete, men också gå under annat namn. Director of Ceremonies används i United Grand Lodge of England och dess underlydande loger, men även i många andra system. Det finns dock flera olika titlar för ungefär samma ämbete, till exempel Lecturer eller Ritualist.
Den huvudsakliga uppgiften för en överceremonimästare, oavsett system och titel, är ansvaret för att ritualen och ceremonin flyter på som avsett. Han kan vara ansvarig för att föröva ämbetsmän och bröder med viss uppgift under logesammankomsten. Han kan även ha ansvar för att sufflera ämbetsmän som glömmer sina repliker. I vissa system är denne ansvarig för ritualen under det att en ny Ordförande Mästare installeras. Han är ansvarig för att processioner ställs upp och genomförs, att besökare introduceras och i vissa fall kontrolleras avseende behörighet. I de system där man utser en marshal (se nedan) kan dock denne vara ansvarig för processioner och liknande. 
Det förekommer att ämbetena delas mellan Senior och Junior Masters of Ceremony, ungefär förste och andre ceremonimästare som biträder överceremonimästaren i deras arbete, till exempel genom att förbereda recepienten. De kan också vara ansvariga för att hantera oförutsedda händelser utanför eller i anslutning till loge, till exempel om det uppstår problem med en recepient, eller om brandlarm eller liknande utlöses.

### Marskalk
Marskalk, marshal, är vanligt förekommande i USA men sällan i andra länder. I en del system där den återfinns kan det vara en annan titel för Överceremonimästare. 
Emellertid finns det system där ämbetet skiljer sig markant från de andra. Här kan en marskalk vara ansvarig för att anordna och utföra processioner, att tillse att ritual och etikett följs och iakttages samt korrekt introduktion av besökare i loge.
Titeln marskalk används även inom det svenska systemet.

### Caritas-ansvarig
Den caritasansvarige, Almoner eller Caring Officer, svarar för medlemsvården bland bröderna och deras familjer. Han kan till exempel stå i förbindelse med sjuka eller åldrande bröder, men även vara en kontaktperson mellan de anhöriga och en broders loge. Anhöriga kan på detta sätt få hjälp om så skulle behövas. 
Den caritasansvarige måste ha god kunskap om lokala och nationella frimureriska resurser och omfattningen av dessa för att kunna ge rätt hjälp till en behövande. I vissa system kan caritasansvaret ligga hos en grupp eller en kommitté (med varierande benämning). 

### Musikanförare
Musikanföraren, organist eller Director of Music, svarar för logens musikaliska inslag, även om formen varierar från system till system och även från loge till loge. Många logelokaler är försedda med en orgel och/eller piano. I vissa loger utgör musiken en mycket viktig del och musikanföraren kan då vara ansvarig för såväl kör som orkester eller liknande, förutsatt att sådana finnes. Det är vanligt att musikanföraren också kan svara för att inspelad musik framförs, som ofta är fallet i mindre loger utan instrument.

## Andra, mindre vanliga ämbeten
Det finns ämbeten som endast återfinns i vissa system, loger eller nivåer. Denna del avhandlar ämbeten som kan återfinnas på fler ställen eller som av olika anledningar är så pass unika att de särskilt skall uppmärksammas, till exempel om ett visst ämbete innehafts av en mycket känd person.

### Föredragshållare
Föredragshållaren, Orator, kan i vissa system eller loger där frimurerisk forskning intar en viktig plats och där det är minst lika vanligt med presentation av avhandlingar/uppsatser som med receptioner. I dessa fall kan föredragshållaren vara den so svarar för att presentera avhandlingen eller uppsatsen, eller ombesörja att detta blir gjort. Han kan också anlitas för att ta fram en uppsats för att fira en viktig tidpunkt i en loge historia. I storloger kan termen Grand Orator förekomma.
Posten finns inte i det svenska systemet, i alla fall inte som ämbete. Då man i loge som arbetar enligt det svenska systemet skall ha en instruktionsloge, det vill säga en loge där det inte förekommer reception utan ett föredrag, genomförs oftast introduktionen av Ordförande Mästaren. Inom det svenska systemet finns det även flera forskningsloger med arbetande ledamöter som kan utgöra föredragshållare. Formellt kan vem som helst vara föredragshållare.

### Arkivarie/Historiker/Historiograf
Många loger har ofta äldre bröder med mycket kunskap om logens historia. I vissa system kan man därför utse en historiker, Historian, ett formellt ämbete. I rollen kan också finnas ansvar för att arkivera dokument och artefakter samt att publicera historisk information. 
I det svenska systemet finns det formella ämbetet Arkivarie respektive Historiograf. Arkivarien kan också vara logens bibliotekarie, vilken håller logens bibliotek öppet samt anvisar studieplaner för bröderna.

### Insamlingsansvarig
Alla loger är ansvariga för att det genomförs insamlingar till behövande. En del system har därför ibland en insamlingsansvarig, Charity Steward, med uppgiften att uppmuntra bröderna att ge generöst och att leda diskussioner om hur de insamlade bidragen skall fördelas. I andra system sköts den senare uppgiften av den caritasansvarige eller av caritasgruppen.

### Hovskald
Detta ämbete är, såvitt känt, unikt för en skotsk loge, Lodge Canongate Kilwinning No 2. År 1787 utsågs Robert Burns till logens hovskald, Poet Laureate, en tillsättning som sedan odödliggjorts genom en målning av Stewart Watson. Originalet hänger i Grand Lodge of Scotlands lokaler i Edinburgh. Målningen omfattas av en viss artistisk frihet som redan vid tiden för tillsättandet kan ha omfattat Burns själv, eftersom det inte är klarlagt att han, även om han var medlem av logen, verkligen var närvarande vid den sammankomst där han erhöll ämbetet. År 1905 gick ämbetet till Rudyard Kipling, som för ändamålet gjordes till hedersmedlem av logen.
Det finns, såvitt känt, ingen motsvarighet till detta ämbete i en storloge.

## Storlogeämbeten
Ämbetena i en storloge eller en provinsialloge följer vanligen samma mönster som i arbetslogerna. Emellertid finns det vissa ämbeten som är unika för dessa högre loger och några av dem redovisas nedan.

### Deputerad stormästare
I vissa system finns en deputerad stormästare som tjänstgör som ersättare och/eller assistent för Stormästaren. I Grand Lodge of England finns varianten Pro Grand Master, ett ämbetstitel som tillsätts i det fall Stormästaren är av kunglig börd och som träder in då Stormästaren befinner sig på kungligt uppdrag. I det svenska systemet kallas motsvarande ämbete för Stormästarens Prokurator.

### Kansler
Kansler, Great Chancellor, är vanligen ansvarig för logens externa relationer och det formella samarbete med storloger i andra system. United Grand Lodge of England ändrade år 2007 sina allmänna lagar för att för första gången möjliggöra tillsättandet av en kansler. Endast ett fåtal system, däribland det svenska, har en kansler. I de flesta system fylls denna roll av Storsekreteraren, Grand Secretary. 
Logen The Royal Somerset House and Inverness Lodge No 4, i England, är ett sällsynt exempel på en arbetsloge som utser en kansler bland sina ämbetsmän. Det verkar som att detta ämbete skapades under 1800-talet som en motsvarighet till talman, chaplain.. När ämbetet återupptogs under det tidiga 1900-talet hade arbetsuppgifterna svängt och var nu inriktade på externa relationer. Under det sena 1900-talet har ämbetet av sed kommit att ges till den broder som längst varit medlem i logen. 
Det svenska systemets kansler har den formella titeln Ordens Sigillbevarare och Kansler. Man har även en ställföreträdande kansler i Storsekreteraren, samt två chefer för utrikes och inrikes ärenden.

### Storförvaltningschef
I vissa system finns en storförvaltningschef, Grand Registrar, som utgör storlogens juridiske expert. Ämbetet hålls vanligen av en jurist, advokat eller domare. I andra system har motsvarande funktion annan titel eller saknar titel helt.

### Kastellan
I de system där det finns en kastellan, Grand Superintendent of Works, är det denna som är ansvarig för storlogens byggnad, stamhuset. Vanligen går detta ämbete till en utbildad arkitekt, byggare eller liknande. Ansvaret för lokala logebyggnader läggs vanligen på lokala grupper som utses av respektive Ordförande Mästare.

### Svärdbärare
Många Stormästare föregås vid processioner av ett ceremoniellt svärd. I dessa fall bärs svärdet av en storsvärdbärare, Grand Sword Bearer.

### Banérförare
Många Stormästare eller storloger har ett officiellt standar som bärs bakom Stormästaren vid processioner. I sådana fall sköts detta av en banerförare, Grand Standard Bearer eller Grand Banner Bearer.

### Storintroduktör
Storintroduktören, Grand Pursuivant, har till uppgift att introducera alla besökande till storlogen genom att uppge deras namn och frimureriska titulatur. Han svarar även för storlogens regalier och andra uppgifter som kan läggas på honom av Stormästaren eller dennes ställföreträdare.

### Översättning
Den här artikeln är helt eller delvis baserad på material från engelskspråkiga Wikipedia.